# Campsicnemus mirabilis
Campsicnemus mirabilis — вимерлий вид двокрилих комах родини зеленушок (Dolichopodidae).

## Поширення та вимирання
Вид був ендеміком Гавайських островів. Траплявся на острові Оаху. Це була нелітаюча мушка, що мешкала у лісовій підстилці. Під час обстеження гори Тантал у 1907 році, цей вид був досить чисельний. Обстеження цієї місцевості у 1980-х роках не виявило жодних слідів виду. Вважається, що однією з причин вимирання були інтродуковані хижі мурашки з роду Pheidole, але також можуть бути інші фактори, зокрема втрата середовища існування.